# Dieballa Géza
Fehérvári Dieballa Géza (Ercsi, 1867. december 20. – Budapest, 1926. június 26.) belgyógyász, kórházi főorvos, egészségügyi főtanácsos, egyetemi magántanár, szakíró.

## Élete
Dieballa György (1837–1926) gyógyszerész, tiszteletbeli tanácsos és Limbeck Mária (1846–1916) fiaként született. Középiskolai tanulmányait 1876 és 1884 között a Zirc-Ciszterci rend Székesfehérvári Katolikus Főgimnáziumában végezte, és jeles eredménnyel érettségizett. A Bécsi Egyetemen és a Budapesti Tudományegyetem Orvostudományi Karán tanult. 1891-ben avatták orvosdoktorrá. 1891 és 1894 között a II. sz. Belgyógyászati Kóroda gyakornoka, 1894 és 1899 között II. és I. tanársegéd Kétly Károly mellett. Közben egy évet utazási ösztöndíjjal nyugat-európai egyetemeken töltött (Strasbourg, Párizs, Berlin). 1899-ben a vér-, vese- és anyagcserebetegségek kór- és gyógytana című tárgykörből magántanári képesítést szerzett.  1904-től a Szent Rókus Kórház Kun utcai fiókosztályának, 1907-től a Szent István Kórház VIII. sz. (belgyógyászati) osztályának főorvosa. 1914 novemberében kinevezték a Zita Közkórház belgyógyászati osztályának főorvosává – a Szent István Kórházban betöltött állása mellett. 1918-ban a közegészségügy terén teljesített szolgálata elismeréséül megkapta az egészségügyi főtanácsosi címet. Főként az anémia, a rák klinikumával, a Bright-kórral kapcsolatos vér-, vese- és anyagcsere-betegségek kérdéseivel foglalkozott.
1926. június 26-án Kecskeméti utca 11. szám alatt lévő lakásában önkezével vetett véget életének; szíven lőtte magát. Székesfehérváron, a családi sírboltban helyezték végső nyugalomra.

## Főbb művei
- A ferratinról. (Orvosi Hetilap, 1895, 14–15.)
- A haemoglobin tartalom és vérsejtszám befolyása a vér fajsúlyára anaemiásoknál. (Magyar Orvosi Archívum, 1896, 5.)
- Chlorosis és papilloretinitis. (Orvosi Hetilap, 1896, 10.)
- Anyagcserevizsgálatok Bright-kóros betegeken pajzsmirigy behatása alatt. Illyés Gézával. (Magyar Orvosi Archívum, 1897, 6.)
- Haematologiai tapasztalatok a chlorosisról. Budapest, 1898
- Anaemia perniciosa esete myeloid léptumorral és excessiv hydraemiával. (Budapesti Orvosi Újság, 1906, 49.)
- Heredonegeneratio és lues congenita. (Orvosi Hetilap, 1909, 1.)
- Egy 13 év előtt gyógyult anaemia perniciosaesetnek további sorsáról. II. Anaemia perniciosa remissiójának esete gümőkór kapcsán. (Orvosi Hetilap, 1910, 49.)
- Leukaemiaszerű vérkép rosszindulatú daganat kapcsán. Entz Bélával. (Orvosi Hetilap, 1912, 50.)
- Védekezés a typicus-fertőzés ellen hadikórházunkban. (Budapesti Orvosi Újság, 1915, 17.)
- Trichinosis halálos esete. Zalka Ödönnel. (Orvosi Hetilap, 1924, 25–26.)